# نیروهای مسلح ملی اندونزی
نیروهای مسلح ملی اندونزی (اندونزیایی: Tentara Nasional Indonesia) مجموعه نیروهای نظامی اندونزی است، که از ارتش اندونزی، نیروی هوایی اندونزی و نیروی دریایی اندونزی تشکیل می‌شود.